# Иванов, Лев Николаевич
Лев Никола́евич Ива́нов (28 [15] июля 1903, Городище, Пензенская губерния) — 6 сентября 1957, Москва) — советский историк и экономист, специалист по проблемам международных отношений новейшего времени. Автор монографий о роли морских вооружений в международной политике.
Академик АН СССР (с 27 сентября 1943, член-корреспондент — с 28 января 1939). Доктор исторических наук (1937).
Член ВКП(б) с 1944 года.

## Биография
Родился в чиновничьей семье в уездном городке Городище Пензенской губернии. Отец, Николай Алексеевич Иванов, бывший служащий акцизного ведомства, уволенный как «политически неблагонадёжный», преподавал в частной гимназии. Мать, Евдокия Александровна, работала народной учительницей, затем получила медицинское образование и стала врачом.
После переезда семьи в 1908 году в Москву учился в частной мужской гимназии А. Е. Флёрова, по окончании которой поступил сначала в Московское высшее техническое училище, а затем перешёл в Московский государственный университет и в 1923 году окончил отделение внешних сношений факультета общественных наук.
В 1925—1947 годах работал в Институте мирового хозяйства и мировой политики, заведовал сектором стран Британской империи.
Преподавал в Институте журналистики, Военно-политической академии им. В. И. Ленина, на историческом факультете МГУ (в частности на кафедре новой и новейшей истории стран Европы и Америки), с 1935 года в Высшей дипломатической школе, Академии общественных наук при ЦК КПСС.
Кандидат экономических наук (1935). В январе 1937 года защитил докторскую диссертацию «Проблема морских вооружений в международной политике после империалистической войны 1914—1918 гг.». 28 января 1939 года был избран членом-корреспондентом Академии наук СССР по Отделению общественных наук (специализация — история, право).
В годы Великой Отечественной войны эвакуировался в Казань, привлекался к работе в Казанском университете.
С марта 1942 года состоял экспертом-консультантом Министерства внешней торговли и Наркомата иностранных дел по вопросам морских вооружений и флотов разных стран, В связи с этим неоднократно находился в зарубежных командировках: с августа 1944 г. по сентябрь 1945 г. — в США, с ноября 1945 г. по октябрь 1946 г. — в Лондоне, Берлине, Париже.
27 сентября 1943 года был избран действительным членом Академии наук СССР по Отделению экономики и права (специализация — история международных отношений).
Участвовал в качестве эксперта делегации СССР в работе Парижской мирной конференции (июль-октябрь 1946), первой сессии Генеральной Ассамблеи ООН (Лондон, январь-февраль 1946) и некоторых других форумов.
Возглавлял редакцию международных отношений в издательстве иностранной литературы. С 1 сентября 1947 по июнь 1956 года заведовал кафедрой истории международных отношений и дипломатии МГИМО. 25 февраля 1950 года Л. Н. Иванову ВАК СССР присвоено учёное звание профессора по специальности «история международных отношений».
С 1948 года — заведующий сектором Института экономики АН СССР, с апреля 1956 года — Института мировой экономики и международных отношений.
Некоторое время был главным редактором «Известий АН СССР» по отделению экономики и права.
Жена Елена Константиновна. Также состоял в незарегистрированном браке с Ниной Оттовной Родэ (Ивановой).
Дети — Ивановы Елена (1932), Виктория (1946), Ольга (1949) и Наталья (1950).

Умер Л. Н. Иванов 6 сентября 1957 года в Москве. Похоронен на Новодевичьем кладбище.

Могила Л. Н. Иванова на Новодевичьем кладбище в Москве

## Публикации
Первые публикации Л. Н. Иванова датируются 1925 годом. Является автором 13 монографий и свыше 120 научных статей. Печатался не только в специальных изданиях, но и в популярных литературно-жудожественных журналах «Звезда» и других. Библиография научных трудов за 1925—1948 годы доступна на сайте «Архивы Российской академии наук».
Основные научные работы посвящены проблемам мировой политики в период между двумя мировыми войнами. Главным направлением исследований были вопросы морских вооружений ведущих империалистических держав в первой половине XX века:
- Мировая политика после Версаля. — М.: Московский рабочий, 1928. — 182 с.[12]
- Англо-французское соперничество 1919—1927 гг. — М.: Московский рабочий, 1928. — 128 с.
- Лига наций. — М.: Московский рабочий, 1929. — 181 с.[13]
- Англо-американское морское соперничество (совм. с П. И. Смирновым). — М.: 1933[~ 3][14])
- Морское соперничество империалистических держав. — М.: Соцэкгиз, 1936. — 291 с.
- Подготовка и первые итоги второй империалистической войны на море. — 4-я типогр. ОГИЗа РСФСР треста «Полиграфкнига» им. Евг. Соколовой, Л.: 1941. — 159 с.
- Очерки международных отношений в период Второй мировой войны 1939—1945 гг. — М., 1958.
- Морская политика и дипломатия империалистических держав (между Первой и Второй мировыми войнами): избранные произведения. — М.: Наука, 1964/ — 440 с.[~ 4][15].

Историки отмечали новаторский характер трудов учёного — одного из первых «советских исследователей проблем международных отношений новейшего времени».
Доктор исторических наук А. А. Ахтамзян в своей статье о Л. Н. Иванове писал: «Примечательно, что многие (хотя и не все) обобщения академика и его предположения получали в последующих исследованиях подтверждения».

## Версия о смерти Рузвельта
Выдвинул версию о насильственной смерти Франклина Рузвельта. Известный публицист и политический обозреватель В. С. Зорин в своих воспоминаниях напомнил о высказанном учёным ещё в апреле 1945 года предположении с убедительной системой доказательств того, что не могло быть случайным совпадение факта неожиданной кончины президента Рузвельта с последовавшей за ней сменой политического курса США.
Одним из моих учителей в бытность студентом Института международных отношений был хорошо тогда известный, а ныне незаслуженно забытый академик Лев Николаевич Иванов. Осанистый, с благородной внешностью и бесконечно много знавший, Лев Николаевич был любимцем студентов. Однажды, догнав его в коридоре с каким-то вопросом, я по канонам того времени обратился к нему «товарищ Иванов». Посмотрев надменно на меня с высоты своего немалого роста, Лев Николаевич мрачно процедил: «Ивано́в — это кучер, а я Ива́нов».

В апреле 1945 года Лев Николаевич прочитал нам удивительную и запомнившуюся на всю жизнь лекцию. В ней он выдвинул и обосновал версию насильственной смерти незадолго до этого скончавшегося великого американского президента Франклина Рузвельта. Версия эта впоследствии была многократно оспорена и американскими и нашими исследователями, но Иванов привёл тогда показавшиеся нам неотразимыми аргументы.

Прежде всего внезапность кончины президента. Ещё накануне 12 апреля, когда Рузвельта не стало, его лечащий врач, бригадный генерал, сообщил на регулярной пресс-конференции о превосходном состоянии здоровья президента. Всего два месяца прошло со дня знаменитой Ялтинской конференции, на которой он вместе со Сталиным и Черчиллем определял контуры послевоенного мира и договорился об учреждении Организации Объединённых Наций. Без труда он преодолел особенно нелёгкий в то время перелёт через океан в оба конца, а в Ялте выглядел так же, как обычно. Поэтому смерть его поразила мир как гром среди ясного неба.

Ещё одним доводом Л.Н. Иванова была странная поспешность, с которой тело Рузвельта без медицинского вскрытия, как то положено, предали земле.
И наконец, главным в системе аргументов академика было то, что Рузвельт ушёл из жизни в тот самый момент, когда силы в Америке, весьма могущественные, престали нуждаться в его политике сотрудничества и союзных отношений с СССР, а на атомном полигоне в штате Невада завершилась подготовка к первому испытанию атомной бомбы.

Наследовал Рузвельту вице-президент Гарри Трумэн, активный антисоветчик, политик, который никак не мог считаться единомышленником великого президента.

История появления Трумэна на вице-президентском посту также привлекала внимание нашего академика. В годы войны вице-президентом был друг, соратник и единомышленник Рузвельта — Генри Уоллес. По Конституции США вице-президент в случае смерти или недееспособности президента становится хозяином Белого дома. В ходе президентских выборов 1944 года произошло неожиданное: всемогущий президент, настаивавший на переизбрании по одному списку с ним Генри Уоллеса, не смог справиться с оппозицией казалось бы послушнейшей верхушки демократической партии. Уоллес был заменён навязанным Рузвельту незаметным сенатором от южного штата Миссисипи Гарри Трумэном, известным своими крайне реакционными взглядами и почти нескрываемой враждебностью к политической линии президента. Как о том свидетельствуют документы, Рузвельт тяжело переживал эту политическую неудачу.

— Не может быть случайным совпадением то, — утверждал Л.Н. Иванов, — что фигуру мирового масштаба, лидера победившей антигитлеровской коалиции убирают с политической шахматной доски в тот момент, когда она перестаёт устраивать тех, кто передвигает фигуры на этой доске. Повернуть Рузвельта было невозможно, следовательно, его нужно было убрать. И убрали. Таков был вывод Л.Н. Иванова.

Судите сами об обоснованности его схемы. Мне она показалась, да и сегодня, спустя полвека, кажется убедительной.

## Награды
- орден Трудового Красного Знамени (10.06.1945) — в связи с 220-летием АН СССР
- орден Трудового Красного Знамени (02.09.1945) — за успешное выполнение специальных правительственных заданий в период войны
- медаль «За доблестный труд в Великой Отечественной войне 1941—1945 гг.» (1945)

## Комментарии
1. ↑  Лев Николаевич настаивал на произношении его фамилии с ударением на букве «а».
2. ↑  Среди учеников Флёровской гимназии, славившейся хорошими педагогами, было много детей из московских интеллигентных и состоятельных семей.
3. ↑  По мнению историка Б. Б. Бекзатовой «монографию… без сомнения, можно считать самым удачным советским исследованием по англо-американскому морскому соперничеству».
4. ↑  Историк, кандидат юридических наук А. В. Овлащенко писал, что «сборник стал одной из лучших книг в советской военно-морской литературе».